# Château de la Tour (Hérault)
Le château de la Tour est un château situé sur la commune de Montady, dans l'Hérault.

## Protection
Le château en totalité (corps de logis principal), avec son parc, ses clôtures et ses portails, la serre et l'orangerie, ainsi que les façades et toitures des bâtiments entourant l'ancienne cour des communs (attenante au château) , à l'exclusion des bâtiments annexes (cad. C 15, 575, 585) : inscription au titre des monuments historiques par arrêté du 31 août 2007.